# Trakošćan
Trakošćan (maďarsky Trakostyán) je hrad v severním Chorvatsku (v Chorvatském Záhoří) ve Varaždinské župě. Leží nedaleko města Krapina (23 kilometrů severovýchodně) a čtyřicet kilomtrů jihozápadně od Varaždínu, v nadmořské výšce 250 metrů. Obklopuje jej několik kopců; např. Ivanjčica nebo Strahinjčica. Je chráněn jako kulturně-historická památka (chorvatsky Kulturno-povijesni spomenik). Počtem návštěvníků (až 40 000 ročně) patří k nejnavštěvovanějším hradům v zemi a také v Chorvatsku nejznámějším. V současné době slouží hrad především jako muzeum. Administrativně se nachází na území města (općiny) Lepoglava.

## Název
Podle pověsti pochází jméno z názvu římské pevnůstky arx Thacorum. Případně mohlo vzniknout zkomolením názvu původního šlechtického rodu Drachensteinů, kteří měli být vlastníky půdy v této oblasti.
Podle legendy název Trakošćan vznikl od dvou slov Trako a Stjan tedy jako Dračí stěna. Odkazuje nejspíše na středověkou podobu jazyka, neboť slovo drak se v současné chorvatštině v této podobě nevykytuje (používá se slova zmaj).

## Historie

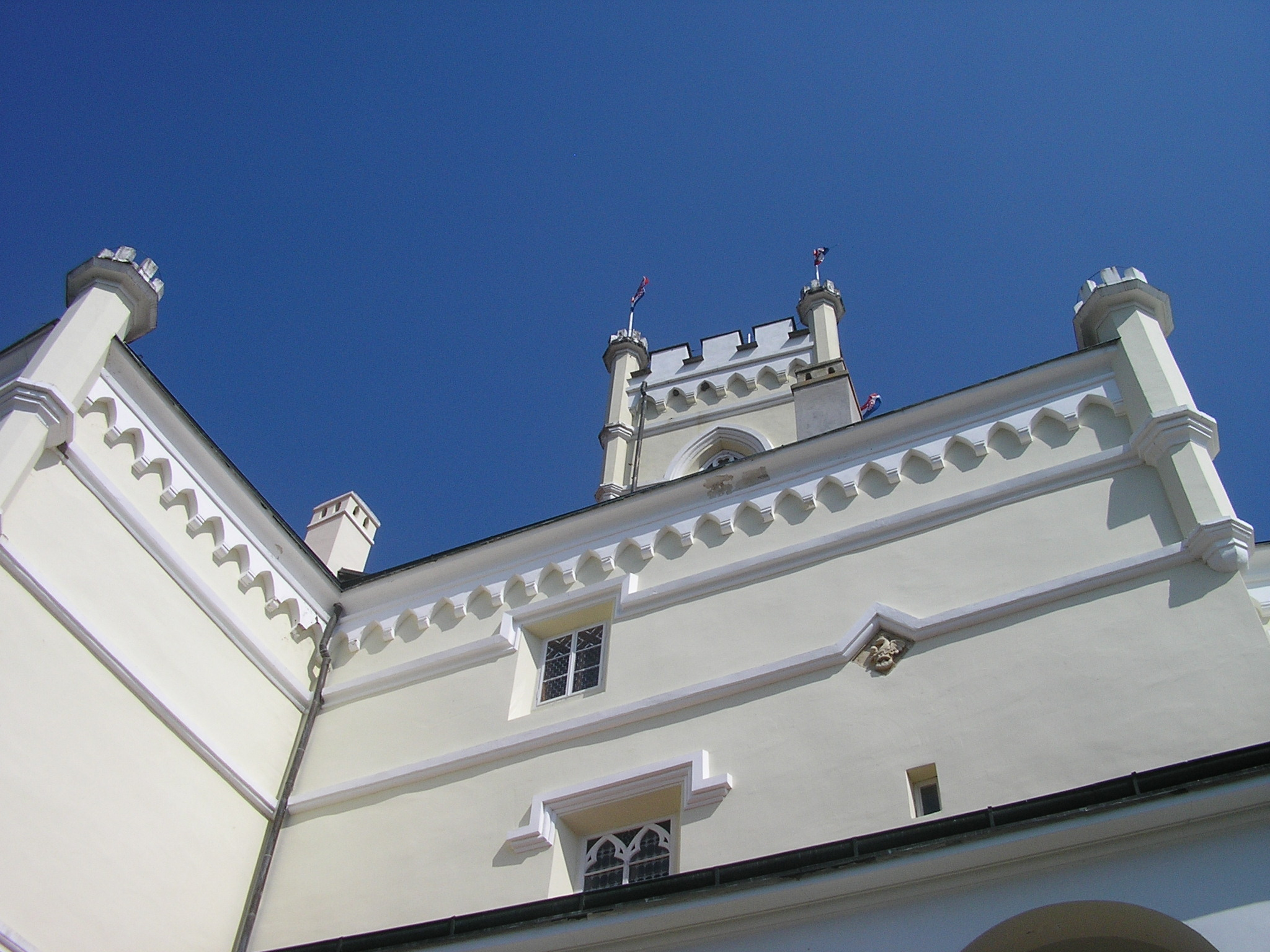
Novogotické prvky hradu.

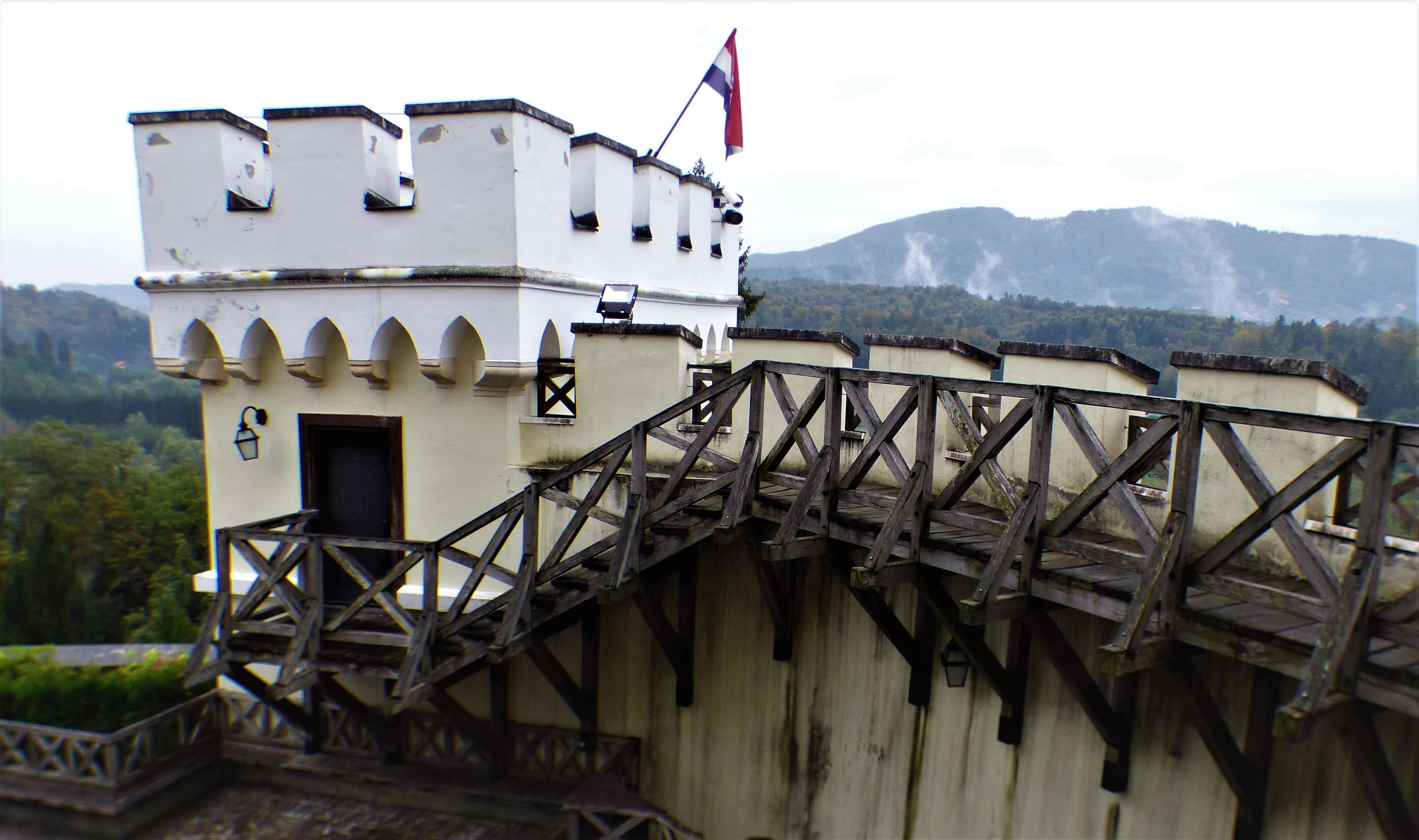
Jedna z věží hradu.

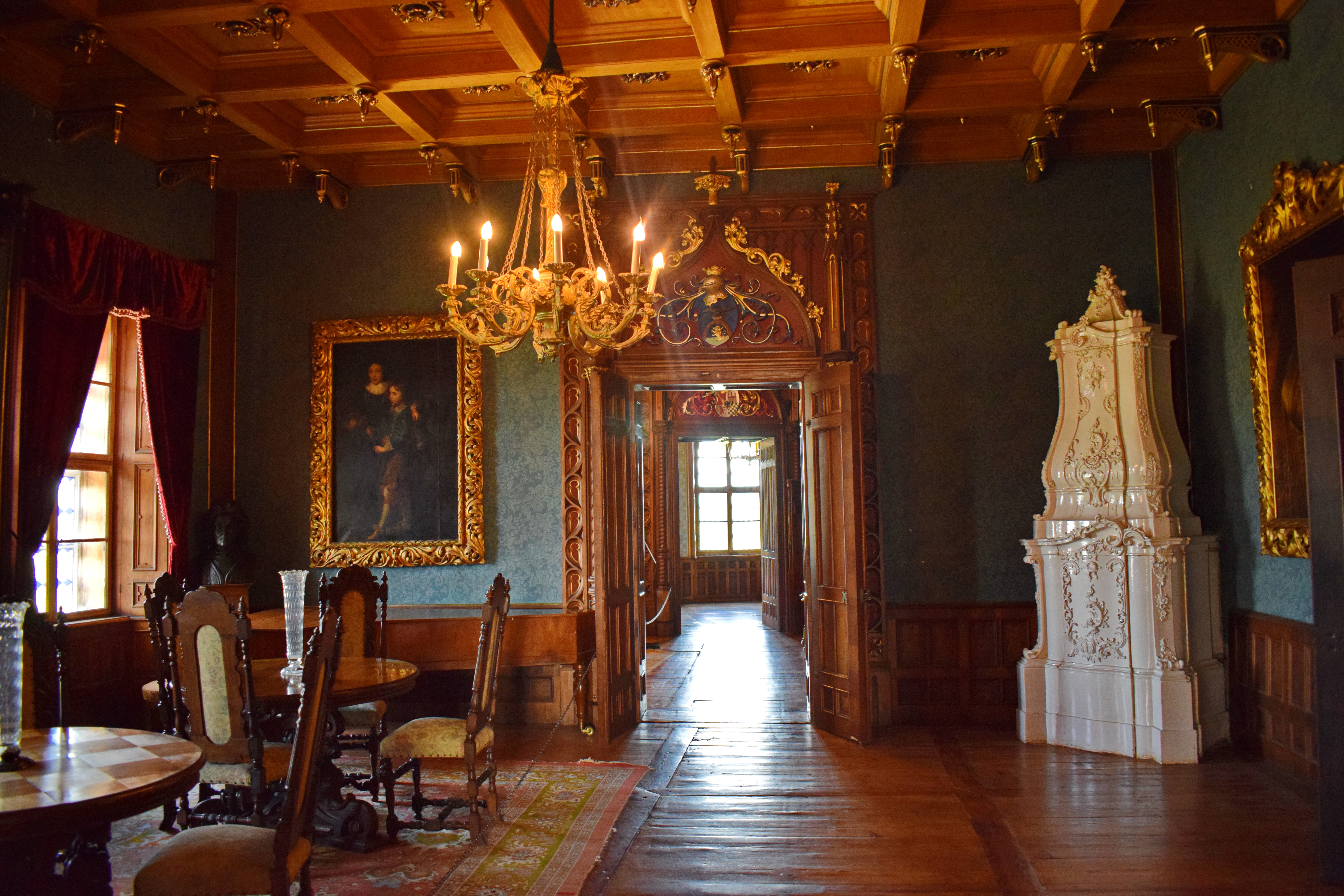
Interiér hradu.

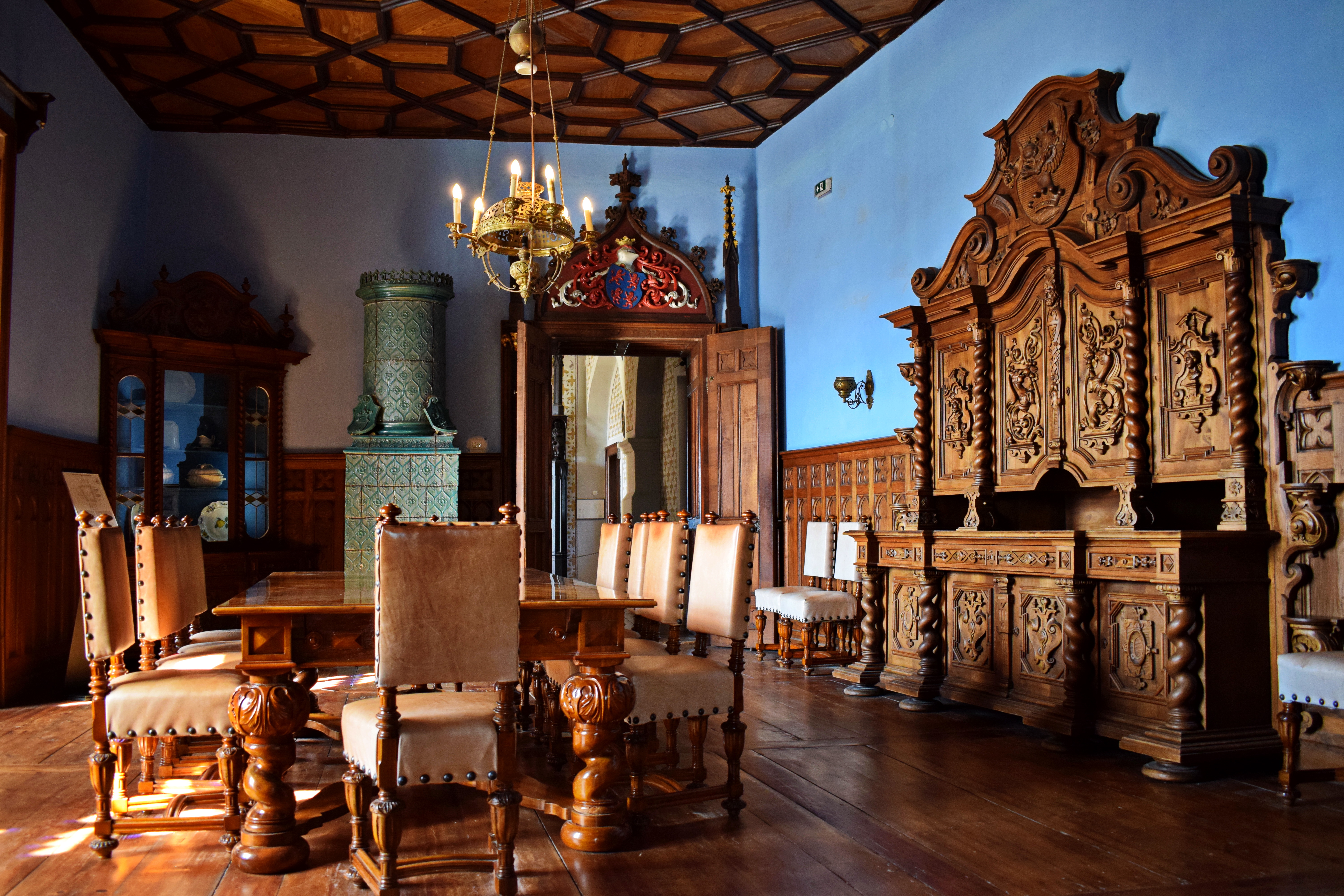
Barokní nábytek.

Hrad vznikl ve 13. století, původně šlo o malou strážní pevnost nad cestou z města Ptuj do údolí řeky Bednja. Není doloženo, kdo byl prvním vlastníkem Trakošćanu. Nejspíše se jednalo o jednoduchou pevnost, která odkazuje na obdobné objekty, které vznikly v této době ve stylu románské architektury. Typologicky je podobný hradům v jižním Štýrku a této části Chorvatska. První písemná zmínka o hradu pochází z roku 1334. Tehdy se poprvé objevila v latině věta ecclesia de Tracustian o místním kostele. 
Hrad vlastnila celá řada šlechtických rodin, mimo jiné rod Celjských který jej získal v roce 1399, Jan Vítovec ze Hřebene (byl vlastníkem až do své smrti v roce 1468), Korvínové a potom Gyulayové. Třetí uvedený rod byl vlastníkem hradu po tři generace. Pokoušeli se stavbu rozšiřovat a vylepšovat, nicméně v roce 1566 tento rod vymřel. Hrad tak propadl habsburské monarchii a císaři.
Od roku 1584, kdy rakouský císař Maxmilián II. daroval panství Jiřímu Draškovićovi z Trakošćan, a to za zásluhy v bojích. Až do vyvlastnění po komunistickém uchopení moci v roce 1945 hrad vlastnil šlechtický rod Draškovićů. Výjimkou bylo období let 1645 až 1651, kdy jej vlastnil Mikuláš Zrinský.
Hrad byl četněkrát rozšiřován a přestavován. V roce 1592 zde byly postaveny věže pro dělostřelectvo, jak dokládá pamětní deska s nápisem Jana II. Draškoviće na západní věži. Dostavěno bylo také i další patro, zvýšena hlavní věž a přebudováno nádvoří s arkádami. Fortifikační prvky a dělostřelecké věže vznikly vzhledem k obavám z tureckého nebezpečí (Turci nicméně této lokality nikdy nedosáhli). Třetí patro je patrné na vedutě z roku 1668.
V 18. století se na věžích dobudovala cimbuří, okolo hradu vznikla řada dalších objektů, zdí a věž. V závěru století byl ale hrad opuštěn. Nacházel se také stavu nedaleko naprostého zničení. Mapy prvního vojenského mapování jej dokumentovaly pod názvem Schloss Trakenstein s nedalekým kostelem i několika okolními domy a jezerem. 
V 19. století potom hrad zchátral a byl opuštěn. Nakonec v letech 1850 až 1860 jej nařídil obnovit Jiří VI. Drašković, který z něj udělal reprezentativní sídlo. Obnova byla provedena v duchu romantismu a novogotickém stylu. Připravil ji Michael Riedl. Práce byly považovány za jedny z prvních restaurátorských prací na území dnešního Chorvatska. Současná podoba stavby odpovídá již této přestavbě. Inspirací byl zámek Wartburg v Německu. Součástí přestavby byl nejen hrad, ale i jeho okolí, vznikl lesopark s vzácnými stromy, umělé jezero a zahradní objekty. Park zrealizoval v letech 1858 až 1861 Franz Risy. Nevznikla žádná nová křídla ani obytné prvky. Postavena byla nová vstupní brána s padacím mostem, obnoven byl hřbitov rodu Draškovićů-Malatinských z 18. století, rytířský sál, kaple svatého Jana v hradním parku s pozdně-barokními prvky apod. Rod Draškovićů měl oblíbenou jako svoji zábavu lov zvěře, takže se zde nachází i sbírka trofejí apod.
Na přelomu 19. a 20. století zde žil Karel Drašković, který zde pořídil jedny z prvních fotografických alb na území dnešního Chorvatska. I tato alba jsou zde součástí muzejní sbírky.
Až do roku 1944 pobývali členové rodu Draškovićů na hradě, potom se vystěhovali do Rakouska. Hrad byl následně vyvlastněn. Následně bylo rozhodnuto, že se stane muezeem a umístěna zde byla stálá expozice odpovídající době obnovy hradu. Důvodem pro to byly početné sbírky a nulové poškození z doby války. Představuje způsob života šlechty z doby, kdy na zámku žila. Vystaven je zde také hodnotný nábytek z období baroka a drobné předměty. Muzeum bylo zřízeno v roce 1953 a otevřeno bylo v roce následujícím. Hrad je i nadále ve vlastnictví státu, konkrétně Republiky Chorvatsko. 
Na Trakošćanu se natáčel britský hororový televizní film Drákula. Ve 20. století byl hrad rekonstruován. Práce byly zahájeny v roce 1988 a skončily v roce 2006. Hrad je oblíbenou turistickou destinací, jehož počet návštěvníků stále roste a stále častěji také i místem, kde se pořádají svatby.
Během zemětřesení v roce 2020 byl hrad jen velmi málo poškozen. Ve tretí dekádě 21. století byla provedena rekonstrukce jezera (vypuštěno a opravena hráz), neboť obnovu považovala správa hradu za prioritu v předchozí dekádě.
V roce 2022 byl hrad jako státní organizace financován, resp. svůj provoz financoval z vlastních prostředků zhruba z jedné poloviny a zhruba z jedné poloviny ze státního rozpočtu.

## Popis
Hrad byl postaven na kopci ve tvaru kužele. Památkově chráněný je hrad, související park, část okolních lesů a jezero. Objekt hradu má nízké přízemí, vysoké přízemí, první a druhé patro. Hrad je nepravidelného tvaru, jeho části jsou orientovány okolo jednoho centrálního nádvoří. Půdorys hradu je nepravidelný o rozměrech 30 × 20 metru.
V nízkém přízemí se nacházela kuchyně a vězení, ve vysokém přízemí hradu se nachází reprezentační místnosti, jako např. rytířský sál, lovecký sál a knihovna. Ta má velké množství titulů (1700), řada z nich je v západoevropských jazycích, neboť s těmito zeměmi udržovali Draškovićové četné kontakty. Nejstarší titul je z roku 1747.
V prvním patře vznikly obytné prostory, které sloužili vlastníkovi objektu. Spolu s tím zde stála jídelna, dále ložnice a salonky, druhé patro sloužilo k ubytování hostů. Toto patro bylo zařízeno mnohem strožeji, než první.
Hrad má dvě věže; západní věž a východní věž. Každá má jinou podobu střechy. Jednotlivá patra podepírají buď oblouky ze zdiva, nebo jsou dřevěné stropy. V západní věži se nachází tzv. rytířský sál.
V rámci hradu existuje také sbírka zbraní, která čítá okolo 300 položek.
Historický park s rozlohou 87 ha vznikl po úpravě hradu v polovině 19. století. Park se dochoval dodnes v původním stavu, některé drobnosti ale zanikly v souvislosti s různými obnovami parku apod. Mírně nad hradem se také nachází kaple sv. Jana. Dále od parku je rozsáhlý les (o rozloze několika set hektarů), který rovněž je chráněn a přiléhá ke hradu.

## Okolí
Nyní je Trakošćan obklopen zmíněným rozlehlým přírodním parkem s jezerem (umělým) a je přístupný veřejnosti. Lesy jsou dubové. Kolem jezera vede stezka pro pěší a cyklistická stezka. V jezeře žije velké množství ryb a vodních živočichů. 
V moderní době vzniklo okolo hradu několik dalších objektů, především ubytovacích zařízení a pohostinství, jako např. Hotel Trakošćan.

## Přístup
Chorvatská  dálnice A2 přes Krapinu má před hraničním přechodem Macelj se Slovinskem označený sjezd na silnici číslo 508. Z jižní strany je přístupen ze silnice D74 z Lepoglavy.